# Vit slavhandel

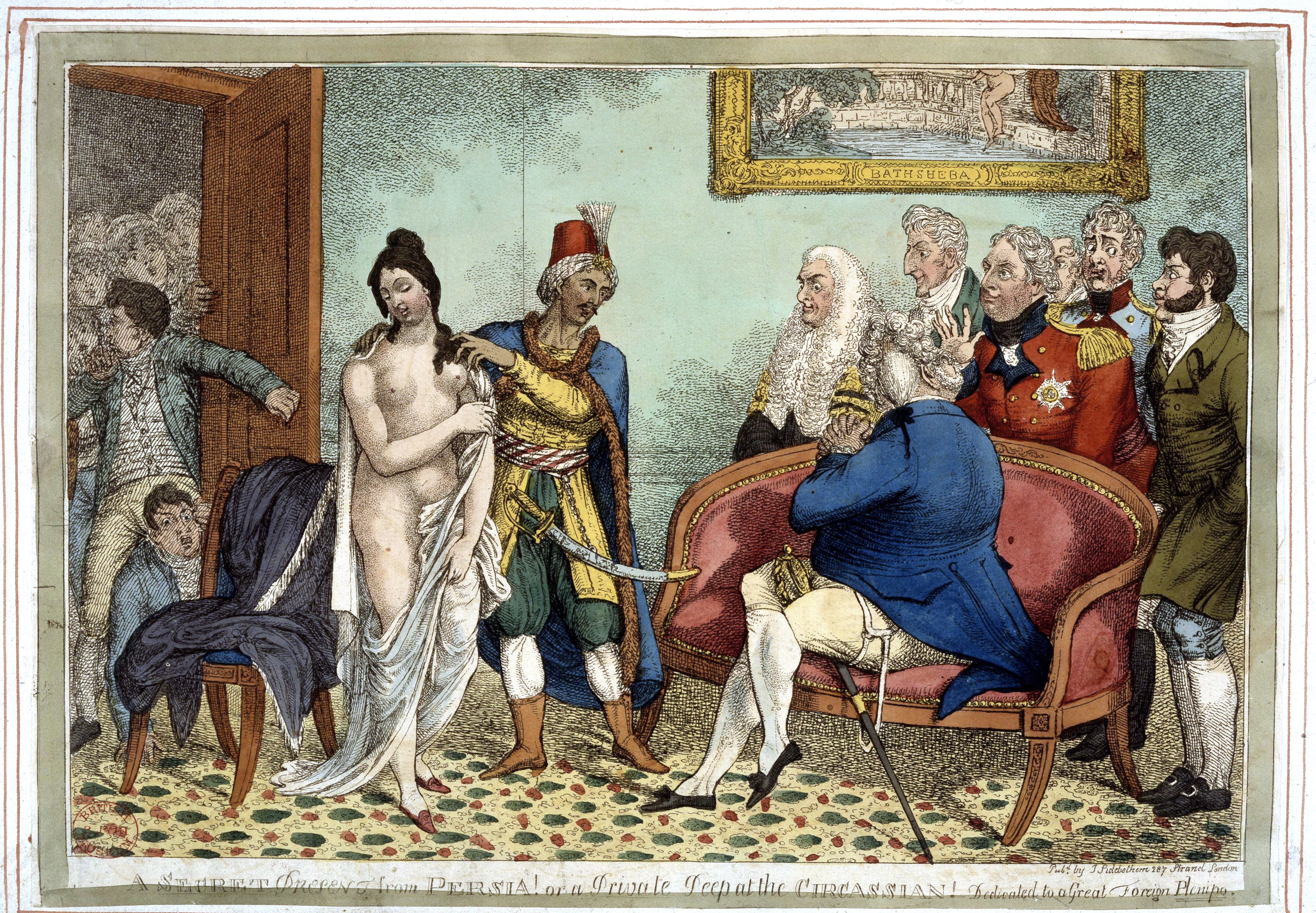
Satirteckning från 1819, där en persisk ambassadör ger en "tjerkessisk skönhet" som gåva till brittiska dignitärer.

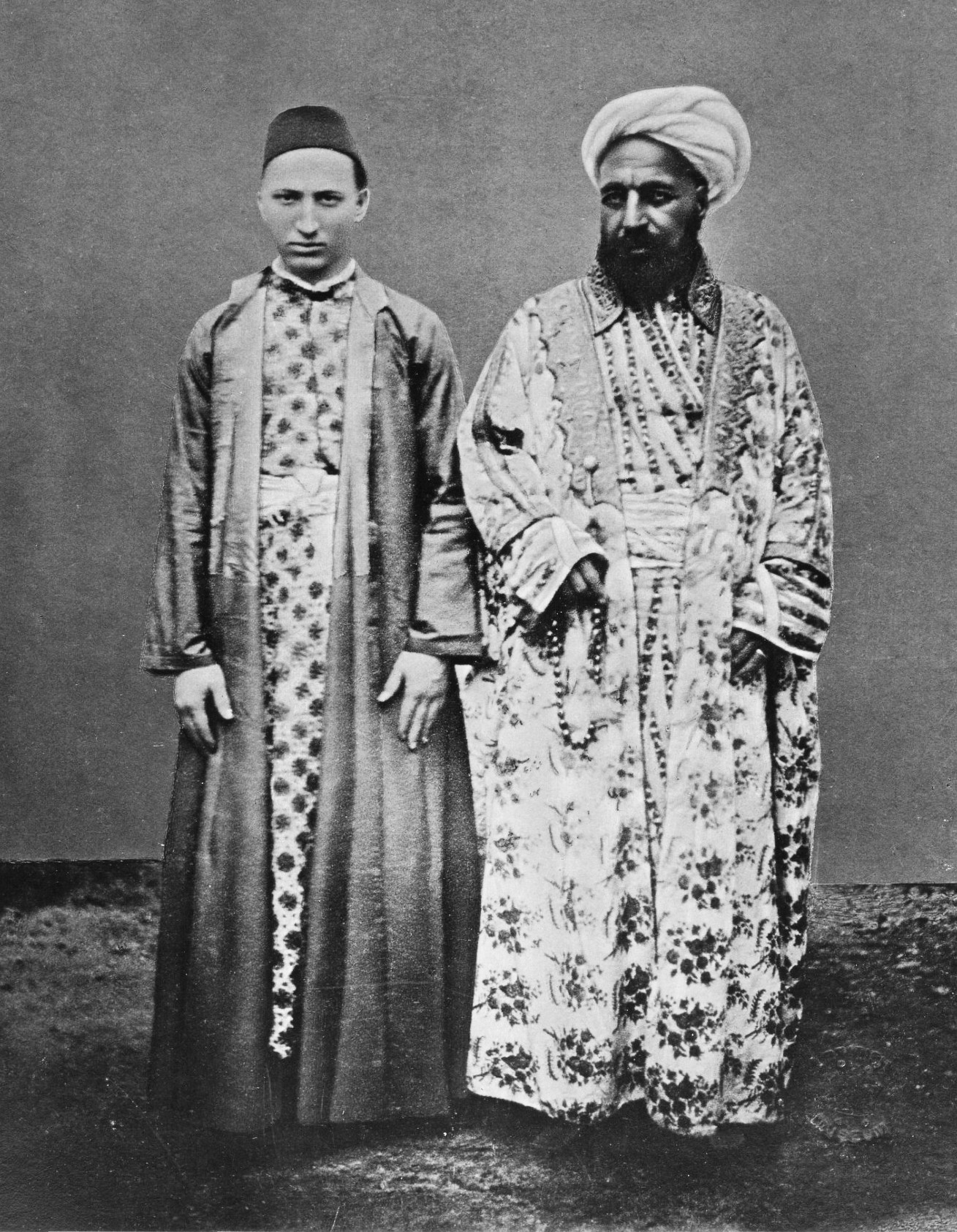
En arabisk köpman från Mecka med sin "vita slav", en cirkassisk man. c. 1888. Terman vit slavhandel hade i flera sekel används för att beskriva slaveriet av européer i Mellanöstern, innan det blev en term för trafficking.

Vit slavhandel är en historisk benämning för människohandel av kvinnor för prostitution. Benämningen användes främst i slutet av 1800-talet och första hälften av 1900-talet, då de offer som stod i fokus var vita kvinnor från västvärlden. 
Termen vit slavhandeln som synonym med människohandel eller trafficking har sin bakgrund i den historiska slavhandeln med européer som slavar till den muslimska världen. I västvärlden användes termen "vit slavhandel" under 1800-talet om de kristna européer som såldes i Osmanska riket och Mellanöstern. Under medeltiden förekom en omfattande slavhandel med européer till slaveri i det muslimska Mellanöstern. Denna slavhandel bedrevs under den tidiga medeltiden inledningsvis av radaniter och vikingar längs Volgas handelsrutt till slavhandeln på Svarta havet och genom slavhandeln på Balkan. Under senare århundraden fortsatte den via slavhandeln på Barbareskkusten. Europeiska slavar kallades i Mellanöstern länge för saqaliba. 
Denna handel hade en sexuell konnotation, eftersom de kvinnliga offren för slavhandeln ofta hamnade i muslimska harem som slavkonkubiner. Könsfördelningen i slavhandeln till Mellanöstern skilde sig från den transatlantiska slavhandeln genom dess könsfördelning: i den förra gick det två kvinnor på varje man, i den senare två män för varje kvinna. Den öppna slavhandeln med européer till Mellanöstern upphörde i början av 1800-talet och ersattes av handeln med cirkasser för samma ändamål, vilket gav upphov till den västerländska fascinationen för så kallade tjerkessiska skönheter. 
Under andra hälften av 1800-talet uppmärksammade i västvärlden en form av slavhandel där europeiska kvinnor såldes till prostitution i utlandet (bland annat i Mellanöstern). Termen "vit slavhandel" kom därefter att associeras med denna människohandel, och den kopplades under första hälften av 1900-talet ofta samman med prostitution som fenomen.   

## Koncept och frasens ursprung
Frasen "white slavery" ("vit slaveri") användes år 1847 av Charles Sumner för att beskriva de kristna (européer och amerikaner) som tillfångatagits och förslavats av barbarepspiraterna i främst Alger i Osmanska Algeriet. Begreppet omfattade många typer av slaveri, så som  konkubiner (Cariye) i osmanska harem. Detta var vid en tidpunkt när slaveriet av västerlänningar i barbareskstaterna nyligen hade avskaffats, och uppmärksammades i Västvärlden. 
Termen användes sedan av Clifford G. Roe vid sekelskiftet 1900 i kampanjen mot människohandeln och den illegala smugglingen av flickor och kvinnor för tvångsprostitution till bordeller i Chicago. Frasen kom att bli den gängse frasen för att beskriva sextrafficking i början av 1900-talet, då det drevs en intensiv kampanj mot den i hela västvärlden. Begreppet användes till exempel i internationell rätt, så som International Agreement for the suppression of the White Slave Traffic, som signerades i Paris 1904.

## Bakgrund: slavhandeln till Mellanöstern
Se även Ma malakat aymanukum och Slaveri inom islam.

### Arabiska slavhandeln
Enligt sharia-lag är slaveri lagligt och accepterat.  Då den islamiska rätten förbjöd att den som var född muslim gjordes till slav, togs slavar från icke-islamiska områden. Slavar togs dels söderifrån från Afrika, dels norrifrån från Europa (saqaliba). Initialt försågs Mellanöstern med europeiska slavar genom radaniternas slavhandel och Volgas handelsrutt och slavhandeln på Svarta havet.  
Manliga slavar användes som hantverkare, palatsvakter, haremseunucker och framför allt slavsoldater.  Islamiska härskare i Orienten använde till stor del slavar i sina arméer.  De slavsoldater som kallades mamluker, hämtades främst från områden som Sydryssland och Kaukasus. 
Kvinnliga slavar användes antingen som hushållsslavar (odalisker), eller som sexslavar (cariye) i haremen.  I den muslimska världen anställdes inte fria kvinnor som tjänsteflickor, eftersom detta skulle bryta mot den påbjudna könssegregationen. Därför användes slavar för detta ändamål. Enligt islams seder fick en man ha fyra muslimska hustrur, men många slavinnor.  Eftersom muslimska kvinnor inte fick vara slavar, var därför slavkonkubinerna i muslimska härskares harem icke muslimska slavar.

### Slavhandeln på Barbareskkusten
Huvudartikel: Slavhandeln på Barbareskkusten
Arabiska pirater, främst barbareskpiraterna opererade från kusterna mot Atlanten och Medelhavet, från hamnar som Tunis, Salé och Tripoli, och tillfångatog människor som sedan såldes i slavhandeln på Barbareskkusten.  Kustnära byar och städer i Italien, Spanien, Portugal och Frankrike drabbades hårdast.  En av de mest kända européer som togs som slav av araberna var författaren Miguel Cervantes som blev fri mot lösesumma.   Men slavräder gjordes även så långt norrut som England, Irland och Island (Turkräden på Island 1627). I juni 1631 angreps kustbyn Baltimore på Irlands sydkust och 130 män, kvinnor och barn fördes bort för att säljas i Alger. 
År 1640 satt omkring 3 000 britter förslavade enbart i den staden. Även amerikanska sjömän föll offer för arabiska slavskepp. Mellan 1785 och 1793 togs 130 amerikanska sjömän som slavar av algerierna.   Historikern Robert Davis anger att totalt mellan 1 och 1,25 miljoner europeiska slavar togs mellan 1530 och 1780.   Ytterligare samtida forskning stödjer att över en miljon slavar togs från Europa till muslimska länder.
Räderna från arabisk-muslimska slavpirater mot amerikanska och brittiska skepp på 1800-talet blev startskottet för den process som satte igång avvecklingen av slaveriet i den muslimska världen.  Marocko förbjöd sjöröveriet år 1776, vilket var det första tecknet på en nedgång för regionens slavhandel.  Barbareskpiraternas slavhandel försvagades kraftigt genom Barbareskkrigen 1800–1815, och när piratflottan i Alger förstördes år 1816 tvingades Algers pirater förbjuda förslavande av kristna.  Resten av den öppna slavhandeln krossades när Frankrike erövrade Nordafrika 1830–1847.

### Slavhandeln på Krim
Huvudartikel: Slavhandeln på Krim
Den andra huvudkällan för europeiska slavar till den muslimska världen var slavhandeln på Krim, där krimtatarerna kidnappade människor från östra Europa, främst Ryssland men även länder som Polen och Ungern, och sålde dem i Kaffa på Krim och vidare till Istanbul och Mellanöstern. 
Islamiska härskare i Orienten använde till stor del slavar i sina arméer.  De slavsoldater som kallades mamluker, hämtades främst från områden som Sydryssland och Kaukasus.  Själva handeln sköttes nästan uteslutande av venetianska köpmän, och så småningom på 1300-talet av genuesarna, vilkas koloni Kaffa på Krim kom att bli en av de största slavmarknaderna i hela Orienten.[källa behövs]   Slavinnor av europeiskt ursprung var också populära som konkubiner i de rika männens harem. 
Efter sjöslaget vid Lepanto minskade det sjöbundna slavjakten mot Sydeuropas skeppsfart och kuster. Krim erövrades av Ryssland 1783, vilket stängde slavhandeln där. 
År 1830 frigavs alla vita slavar (européer och kirkassier från Kaukasus) i Osmanska riket på order av sultan Mahmud II, år 1854 förbjöds handeln med slavar från Kaukasus och Georgien, och 1890 signerade Osmanska riket den internationella antislavhandelsakten i Bryssel.  I praktiken fortsatte dock slavhandeln inofficiellt fram till första världskriget, särskilt ifråga om kvinnliga slavar, och det är bekräftat att kvinnor såldes så sent som år 1908. Sultanens slavar frigavs år 1909, och Mustafa Kemal Atatürk avskaffade slaveriet vid republikens införande.

## Den vita slavhandeln som term för trafficking
Frasen "Vit slavhandel" har historiskt sett främst varit en term för människohandeln med västerländska kvinnor under 1800-talet och det tidiga 1900-talet. Unga kvinnor lockades då till utlandet under förespegling om goda, väl avlönade platser som sällskapsdamer, lärarinnor, affärsbiträden, gymnaster och dylikt, men såldes istället till bordeller. Kvinnorna lockades genom agenter som var knutna till internationella bolag, genom kommissionskontor eller mindre handelsetablissemang, eller genom annonser. 

### Tillvägagångssätt och historik
Vid ankomst till det nya landet skickades kvinnorna direkt till bordeller, där de blev tvingade att prostituera sig om de inte betalade tillbaka kostnaden för sin resa och agentens kommission; vissa kvinnor föredrog att ta livet av sig. Ofta kunde de inte tala det nya landets språk, och de blev tilldelade färgglada dräkter som identifierade dem som prostituerade. På grund av detta blev de snabbt arresterade och dömda till fängelsestraff om de försökte fly. Kvinnorna såldes vidare till andra bordeller tills de inte längre ansågs "arbetsföra", varefter de var tvungna att tigga på gatan. Flera av kvinnorna tillhörde medelklassen.
Den vita slavhandeln kan spåras långt tillbaka i tiden (i Rom bedrevs till exempel människohandel långt före Kristus), men har förändrats under tidernas lopp. I de flesta länder pågick oavbruten export och import av levande handelsvara. Främst bland den vita slavhandelns exportländer stod vissa delar av ryska Polen, Galizien och Ungern, särskilt gränstrakterna mot Siebenburgen, varifrån kvinnor i stor mängd överfördes till ryska och rumänska bordeller. Den europeiska exporthandeln gick huvudsakligen till sydöstra Europa, Egypten, Suez och Indien eller också till Sydamerika, där Buenos Aires var en centralpunkt för människohandeln. 
Under Krimkriget på 1850-talet samlades många hallickar och prostituerade i Konstantinopel, för att leva på de brittiska och franska trupperna där, och efter krigsslutet begav sig många av dessa till Egypten: Port Said, som grundades 1859 för att fungera som hamn för Suezkanalen (invigd 1869), kom i egenskap av internationell storhamn mellan Europa och Fjärran Östern, full av militärer och sjömän, att bli ett centrum för den internationella sexhandeln. Bordellägarna var oftast europeiska kvinnor som själva var före detta prostituerade och skötte sin verksamhet med hjälp av en manlig dragoman eller medhjälpare som mötte nya kvinnor från båten, upprätthöll ordningen och fungerade som servitör och vakt. Fram till 1937 rådde de så kallade Capitulatory-privilegierna i Egypten, vilket placerade utländska medborgare under beskydd av sina konsulat, och deras hem och affärsverksamheter undantogs från lokal beskattning och lagar med rätten att vägra samarbeta med lokal polis, något som utnyttjades av utländska bordellägare i Egypten. 
Genom sitt centrala läge utgjorde Schweiz en bra knutpunkt för levande vara. En mängd unga kvinnor, de flesta från Sydtyskland, transporterades därifrån med järnväg till Konstantinopel, eller också via Sankt Gotthard och Italien till Sydamerika. Transporterna från Ryssland till Orienten gick ofta över Odessa. Även Warszava har betecknats som en av kvinnohandelns centralpunkter. I Paris och andra franska städer användes vissa kaféer och restauranger som börslokaler, där priset på kvinnorna bestämdes. De enskilda platsförmedlarna och kommissionskontoren stod i förbindelse med varandra och försåg kontinuerligt bordellerna med nya kvinnor. 
För Sveriges del bör import av kvinnor inte ha lönat sig, då de svenska bordellerna inte var sanktionerade av svensk lag. Av allt att döma intog Sverige dock ett betydande rum bland den vita slavhandelns exportländer.

### Kamp mot slavhandeln
Kampen mot den vita slavhandeln påbörjades först i början av 1900-talet. Förberedande steg i denna riktning togs dock i mitten av 1800-talet: år 1875 bildades International Abolitionist Federation och 1877 hölls den första internationella kongressen för abolitionister av prostitution i Genève i Schweiz, följd av bildandet Internationale Verein Freundinnen junger Mädchen (FJM) i Schweiz samma år, och nationella avdelningar av denna bildades i Schweiz och Tyskland. 
Efter Vita slavhandelsaffären i Bryssel och processen mot en hel förbrytarliga i Belgien under 1880-talet, började internationella krafttag mot slavhandeln tas. International Abolitionist Federation (1875) och International Bureau (1899) var de två stora pionjärorganisationerna för bekämpande av vit slavhandel på en internationell nivå, och drev kampanjer mot denna genom sina lokalavdelningar i flera länder.
International Abolitionist Federations första kongress i Geneve 1877 följdes av ytterligare konferenser 1899, 1904 och 1910.
Åtskilliga föreningar bildades till skydd för kvinnor som sökte anställning i utlandet, till exempel Les amies de la jeune fille i Schweiz, Freundinnenverein i Tyskland och The National vigilance association i England. 1899 hölls den andra internationella kongressen för bekämpande av den vita slavhandeln i London, där International Bureau for the Suppression of the Trafﬁc in Women and Children bildades, och som en följd av denna framlades ett förslag till ett internationellt avtal om åtgärder för bekämpande av den vita slavhandeln i Paris 1902. Den del av förslaget som fick namnet "Arrangement" ratificerades för Sveriges del den 28 oktober 1904 och innehöll bland annat överenskommelser om fullföljande av åtgärder mot förbrytare inom människohandel, utan hänsyn till landgränser, om kontrollåtgärder med avseende på unga kvinnors in- och utvandring samt om åtgärder för snabbare samverkan mellan de respektive ländernas myndigheter. International Agreement for the suppression of the White Slave Traffic framlades i Paris 18 maj 1904. Denna omförhandlades 1910 och 1949. 
Kongressen i London uppdrog även grundlinjerna till en internationell kamp- och skyddsorganisation, de s.k. nationalkommittéerna. Sådana bildades i de flesta av Europas huvudstäder samt i Buenos Aires, New York och Alexandria. Deras arbete bestod dels i att försöka förhindra unga kvinnor från att falla offer för den vita slavhandeln, dels i att försöka få personer som bedrev slavhandel straffade. Man försökte förebygga att unga kvinnor lockades till främmande länder genom att sätta upp varningsplanscher vid järnvägs- och ångbåtsstationer, tillsammans med anslag med adresser på tillförlitliga personer samt hem och härbärgen i utlandet. En liten bok som kallades "Rådgivare", trycktes upp på olika språk: denna innehöll adresserna till de tillförlitliga platserna samt råd och praktiska anvisningar. Alla upplysningar och all hjälp meddelades kostnadsfritt. Nationalkommittéerna försökte även hjälpa unga kvinnor som hamnat i prostitution hem. I en del länder fick nationalkommittéerna ett kraftigt bistånd av regeringarna och lyckades med hjälp av polisen få människohandlarna straffade. Den svenska nationalkommittén bildades 1902 och stiftade sedermera föreningen Vaksamhet, som konstituerades 1904. Vaksamhet hade sin centralbyrå i Stockholm, på Tunnelgatan 25, och en lokalkrets i Göteborg med byrå på Drottninggatan 71. Under 1908 hade centralbyrån meddelat råd, upplysningar och hjälp åt 170 flickor. Dessutom inrättade Vaksamhet hem och pensionat där unga kvinnor på genomresa kunde finna en billig och trygg bostad.
I USA infördes 1910 White-Slave Traffic Act, som förbjöd frakten av kvinnor för sexuella syften, för att förhindra vit slavhandel. Storbritannien gjorde ett misslyckat försök att introducera en liknande lag enligt amerikansk förlaga med namnet Criminal Law Amendment Act år 1912. 
Efter första världskriget återupptogs arbetet mot vit slavhandel eller människohandel genom Nationernas förbund, som inrättade  
Advisory Committee on Traffic in Women and Children, som i sin tur utarbetade International Convention for the Suppression of the Traffic in Women and Children 1921.